# Trinità d’Agultu e Vignola
Trinità d’Agultu e Vignola település Olaszországban, Szardínia régióban, Olbia-Tempio megyében. Lakosainak száma 2238 fő (2023. január 1.). Trinità d’Agultu e Vignola Aggius, Aglientu, Badesi és Viddalba községekkel határos.

## Népesség
A település lakossága az elmúlt években az alábbi módon változott:
| Lakosok száma | 2249 | 2227 | 2238 |
|               | 2017 | 2018 | 2023 |